# Secret Command
Secret Command ist ein US-amerikanischer Agentenfilm in schwarz-weiß aus dem Jahr 1944. Regie führte A. Edward Sutherland. Das Drehbuch schrieb Roy Chanslor nach dem Feuilletonroman Saboteurs von John und Ward Hawkins. Die Hauptrollen spielten Pat O’Brian und Carole Landis.

## Handlung
Nachdem er lange keinen Kontakt mehr mit seiner Familie gehabt hat, beginnt Sam Gallagher in einer Werft zu arbeiten. Sein Bruder Jeff, der dort Vorarbeiter ist, und die Sekretärin Lea Damaron, die früher Sams Freundin war, nun aber mit Jeff zusammen ist, sind überrascht, dass Sam nun verheiratet ist und zwei Kinder hat. Tatsächlich wurde Sam vom Geheimdienst in die Werft geschickt. James Thane, sein Chef im Geheimdienst, hat ihm Wohnung und Familie besorgt. Die Agentin Jill McGann wurde ihm als Frau zugeordnet. Die beiden Kinder, Joan und Paul, sind Kriegswaisen. Sam soll auf der Werft Sabotagefälle untersuchen. Es wurde bereits ein Arbeiter, Miller, in eine unter Verdacht stehende Nazigruppe eingeschleust. Die Einarbeitungszeit in der Werft gestaltet sich schwierig für Sam, da seine Kollegen, vor allem Jeffs Stellvertreter Red Kelly, nur über ihn lachen. Bald gerät Sam in einen Faustkampf mit Red, den er aber aufgibt als er feststellt, dass er damit zu sehr auffällt. Jeff ist von Sams Aufgabe so überrascht, dass er Lea bittet, den Grund herauszubekommen.
Wegen eines Flugzeugträgers, der in wenigen Tagen kommen soll, ruft der Werftleiter Max Lessing zu beschleunigter Arbeit auf. Dazu muss auch ein schwer zu bekommendes Werkteil bewegt werden. Als es droht, ins Wasser zu fallen, klettert Jeff beim Versuch, es zu retten auf einen Kran. Beinahe gelingt sein Vorhaben. Dann wird aber die Stabilität des Krans weiter sabotiert, wodurch er ohnmächtig ins Wasser stürzt. Sam springt hinterher und kann ihn retten. Als Sam den verletzten Jeff im Krankenhaus besucht, geht es diesem besser. Nach einem kurzen Dank fragen Jeff und Lea ihn aber weiter zu seiner Ehe aus. Er antwortet kurz und geht, steigert damit aber den Verdacht der beiden nur. Wieder in der Werft untersucht Sam den Unfall und kann ihn auf Sabotage zurückführen. Dies erzählt er auch Lessing und seinem Sicherheitsberater Ben Royall, als sie ihn dabei erwischen. Die beiden gehören aber zu den Saboteuren, wie er kurze Zeit später von Miller erfährt. Red hat Sam sprechen gehört und fragt ihn danach. So wird der unterbrochene Boxkampf nun fortgesetzt. Danach kommen die beiden glänzend miteinander aus; Red wird Sam in Zukunft zur Arbeit mitnehmen. Beim nächsten Treffen mit Miller wird Sam von dem Saboteur Simms erkannt, der Sam von der Zeit seiner Gefangenschaft bei den Nazis kennt. Simms spricht Miller auf Sam darauf an. Kurz darauf ruft Jill Sam unter einem Vorwand nach Hause um ihm dies mitzuteilen. Simms folgt Sam dorthin. In der Wohnung kommt es zu einem Kampf, bei dem Jill Simms im Dunkeln niederschlägt, wobei dieser tödlich verletzt wird.
Am Abend vor dem geplanten Anschlag, trifft sich die Nazigruppe, worüber Miller berichtet hat. Dabei wird mit dem Gestapooffizier Von Browning, der unter dem Namen Brownie zu Sam Arbeitsgruppe in der Werft gehört, der bisher unbekannte Leiter vorgestellt. Als Miller das weitergeben will, wird er von von Browning überrascht und erschossen. In der Zwischenzeit wurden Jill und die Kinder auf Befehl Thanes ins Nachbarhaus gebracht und Sam zur Werft geholt. Daher trifft Red ihn nicht an als er ihn abholen will. Von Browning, der Red in der Dunkelheit für Sam hält, erschießt ihn und fährt weiter. Red hat ihn erkannt und kann das der herbeigeeilten Jill noch sagen, bevor er stirbt. Die Saboteure wollen nun losschlagen, werden aber von Thane und Sam in ihrem Sprengstofflager verhaftet. Die beiden glauben, alle erwischt zu haben, als Jill kommt und Sam auf Von Browning hinweist, der das Lager rechtzeitig verlassen hatte. Sam sucht ihn und findet dabei eine aktivierte Sprengladung, wird aber sofort von von Browning angegriffen. Es kommt zu einem Kampf, bei dem die beiden ins Meer fallen. Dort gelingt es Sam, von Browning zu ertränken. Im letzten Augenblick kann er die Explosion verhindern.
Endlich darf Sam Jeff und Lea, die mittlerweile geheiratet haben, erzählen, dass er mehrere Jahre in Deutschland gefangen gehalten worden war und sich deshalb nicht melden konnte. Wieder in der Wohnung, hält er um Jills Hand an. Die beiden werden Joan und Paul adoptieren.

## Produktion

### Produktionsfirma
Secret Command war der erste Film, der von Terneen Productions produziert wurde, einer Produktionsfirma, die Pat O’Brian und seinem Freund Phil L. Ryan gehörte. Pat O’Brien wollte damit seiner Karriere eine neue Richtung geben; so hatte er größere Freiheiten und auch die Hoffnung dabei etwas mehr Geld zu verdienen. Es blieb der einzige Versuch Pat O’Briens, einen Film zu produzieren, während Phil Ryan noch zwei weitere Filme, Perilous Holiday und Fighting Father Dunne, beide mit Pat O’Brian in der Hauptrolle, produzierte.

### Cast und Crew
In Secret Command hatte die Schauspielerin Carol Nugent ihr Filmdebüt.
Für die Kostüme in Secret Command war Jean Louis verantwortlich, für das Szenenbild Lionel Banks, Edward C. Jewell und Robert Priestley.

### Dreharbeiten
Die Dreharbeiten für Secret Command liefen vom 17. Januar bis zum 8. März 1944. Gedreht wurde unter anderem in den Werften der California Shipbuilding Corporation.

### Erstaufführung
Secret Command wurde am 13. Juni 1944 in New York City uraufgeführt und kam am 31. Juli 1944 in die US-amerikanischen Kinos. Eine Aufführung im deutschsprachigen Raum konnte nicht nachgewiesen werden. Vertrieben wurde der Film von Columbia Pictures.

## Rezeption

### Kritiken
Einige Kritiker sahen zumeist einen schnellen und spannenden Gegenspionagefilm, den man zwar besser nicht hinterfragen sollte, der dann aber Spaß mache. Er sei eben unglaubwürdig, habe mit der Realität nicht viel zu tun und biete auch nicht viel Neues. Die Spezialeffekte seien sehr gut für ihre Zeit, wenn auch nicht ganz das, was man ‚heute‘ gewohnt sei. Zudem wird darauf hingewiesen, dass Secret Command nicht nur spannend, sondern auch witzig sei und eine Liebesgeschichte zeige. Ungewöhnlich seien zudem die Szenen aus einer großen Werft.
Es sei einer der besten Filme mit Pat O’Brien, der eine gute Leistung zeige, rau, aber sympathisch, wie es seine Fans lieben. Auch Carole Landis und Ruth Warrick werden lobend erwähnt.
Insgesamt habe der Film ein dummes Setup und sei durchaus vorhersehbar, er sei aber trotzdem überraschend effektiv und insgesamt solide Unterhaltung.
Bosley Crowther von der New York Times fand den Film dagegen so „subtil wie einen Schlag ins Gesicht“ („as subtle as a right to the jaw“) und sah Pat O’Brien in einer weiteren Prügelrolle.

### Auszeichnung
Für ihre Arbeit an Secret Command wurden David Allen, Ray Cory und Robert Wright (visuell), sowie Russell Malmgren und Harry Kusnick (Ton) bei der Oscarverleihung 1945 in der Kategorie Special Effects nominiert. Der Oscar ging an den Film Dreißig Sekunden über Tokio.